# Oaia neagră
Oaia neagră (titlu original: Black Sheep) este un film american din 1996 regizat de Penelope Spheeris, produs de Lorne Michaels și scris de Fred Wolf. Rolurile principale au fost interpretate de actorii David Spade și Chris Farley.
Filmul descrie o întrecere politică pentru postul de guvernator al Washingtonului între guvernatoarea Tracy (Christine Ebersole) și politicianul Al Donnelly (Tim Matheson). Tracy află care este punctul slab al lui Donnelly, fratele acestuia, Mike - un profesor grăsuț și incompetent. Pentru a nu-i periclita șansele de a câștiga postul de guvernator,  Al Donnelly îl angajează pe ironicul  Steve Dodds (David Spade) să aibă grijă de Mike. 
Filmul este a doua colaborare dintre Farley și Spade după filmul din 1995,  Tommy Boy . A avut încasări de 32.300.000 $ în timpul rulării sale în cinematografele din SUA.

## Distribuție
- Chris Farley - Mike Donnelly
- David Spade - Steve Dodds
- Tim Matheson - Al Donnelly
- Christine Ebersole - Governor Evelyn Tracy
- Gary Busey - Drake Sabitch
- Grant Heslov - Robbie Mieghem
- Timothy Carhart - Roger Kovary
- Bruce McGill - Neuschwander
- Boyd Banks - Clyde Spinoza
- David St. James - Motorcycle Cop
- Skip O'Brien - State Trooper
- Chris Owen - Hal
- Mudhoney - rolul lor
- Fred Wolf - Ronald Forte
- Julie Benz - o femeie